# Jean de Foix-Lautrec
Jean de Foix-Lautrec ou Jean II de Foix fut vicomte de Lautrec et de Villemur, entre 1472 et sa mort, vers 1498.

## Biographie
Fils aîné de Pierre de Foix (vicomte de Lautrec et de Villemur), son grand-père est le comte de Foix Jean Ier. Né en 1454, Jean de Foix-Lautrec est vicomte de Lautrec et de Villemur grâce à son père, ainsi que seigneur de la ville de Barbazan-Dessus grâce à sa mère. Dès 1455, le comte Gaston IV de Foix devient son tuteur. 
Le 25 mars 1480, il épouse Jeanne d'Aydie, seule héritière du comte Odet d'Aydie, et devient ainsi comte de Comminges. Le roi de France Charles VIII le nomme gouverneur du Dauphiné, poste auquel il est confirmé par Louis XII. Il meurt finalement vers 1498.

## Lignée
Marié à Jeanne d'Aydie (fille d'Odet d'Aydie) en :
- Odet de Foix (1485-1528), vicomte de Lautrec et maréchal de France ;
- Thomas de Foix (1485-1525), sire de Lescun, qui fut aussi maréchal de France et seigneur de Coulommiers en 1521 par don de François Ier (mort sans postérité) ;
- André de Foix (1490-1547), sire d'Esparros (dit Lesparre), comte de Montfort et vicomte de Villemur (mort sans postérité) ;
- Françoise de Foix (1495-1537), comtesse de Châteaubriant par son mariage vers 1509 avec Jean, et qui fut la maîtresse de François Ier.

## Héraldique
Écartelé : aux I et IV d'or aux trois pals de gueules (Foix) ; au II d'or aux deux vaches de gueules, accornées, colletées et clarinées d'azur passant l'une sur l'autre (Béarn), au III, d'argent à une croix pattée de gueules (Comminges).